# Fans of X-Rated Entertainment
Fans of X-Rated Entertainment (F.O.X.E., também conhecida como FOXE) é uma organização de fãs de pornografia dos Estados Unidos fundada pelo ator, diretor e crítico pornô William Margold, e pela atriz Viper. A organização luta contra a censura da pornografia, e dá prêmios anuais para filmes pornográficos.

## Prêmios
A cerimônia de premiação anual FOXE apresenta três prêmios padrão, decidido pelo voto dos fãs: Male Fan Favorite, Female Fan Favorite e Video Vixen para um novo ator do sexo feminino. Prêmios especiais adicionais são apresentados alguns anos. Na década de 1990, os prêmios Fan Favorite eram muitas vezes compartilhados, mas Vixen era sempre para um destinatário. Qualquer artista vencedor do Fan Favorite três vezes é "aposentado" com o prêmio FOXE X, e tornam-se inelegíveis para os prêmios adicionais. Os titulares do FOXE X incluem Tera Patrick, Nina Hartley, Ashlyn Gere e Jill Kelly.

### Premiados
|      | Female Fan Favorite                                            | Male Fan Favorite            | Video Vixen     | Ref          |
| 1990 | Nina Hartley                                                   | Peter North                  |                 | [ 4 ]        |
| 1991 | Christy Canyon, Nina Hartley, Tori Welles                      | Tom Byron, Peter North       | Selena Steele   | [ 4 ]        |
| 1992 | Christy Canyon, Ashlyn Gere, Nina Hartley                      | Tom Byron, Peter North       | Teri Weigel     | [ 4 ]        |
| 1993 | Ashlyn Gere, Hyapatia Lee, Madison                             | Rocco Siffredi, Randy Spears | Alex Jordan     | [ 4 ]        |
| 1994 | Nikki Dial, Ashlyn Gere, Tiffany Mynx                          | Randy West, Rocco Siffredi   | Danyel Cheeks   | [ 4 ]        |
| 1995 | Debi Diamond, Leena                                            | Randy West, Rocco Siffredi   | Kylie Ireland   | [ 4 ]        |
| 1996 | Kylie Ireland, Alicia Rio, Shane                               | Randy West, Sean Michaels    | Jenna Jameson   | [ 4 ]        |
| 1997 | Jeanna Fine, Jenna Jameson, Shane                              | Randy West                   | Stephanie Swift | [ 4 ]        |
| 1998 | Jenna Jameson, Stacy Valentine, Tiffany Mynx & Stephanie Swift | Sean Michaels, T. T. Boy     | Johnni Black    | [ 5 ]        |
| 1999 | Alisha Klass, Christi Lake, Stacy Valentine                    | T. T. Boy, Tom Byron         | Cherry Mirage   | [ 4 ]        |
| 2000 |                                                                |                              |                 |              |
| 2001 |                                                                |                              | Tera Patrick    | [ 3 ]        |
| 2002 |                                                                |                              |                 | [ 6 ]        |
| 2003 |                                                                |                              | Tera Patrick    | [ 3 ]        |
| 2004 | Tera Patrick                                                   | Lexington Steele             | Mary Carey      | [ 7 ]        |
| 2005 | Tera Patrick                                                   | Lexington Steele             | Teagan Presley  | [ 8 ] [ 9 ]  |
| 2006 | Jesse Jane                                                     | Randy Spears                 | Sunny Lane      | [ 2 ] [ 10 ] |